# Sào Nguyên Phương
Sào Nguyên Phương (chữ Hán: 巢元方), không rõ về năm sinh và mất cũng như tịch quán của Sào Nguyên Phương, chỉ biết ông là danh y đời nhà Tùy. Những năm Đại Nghiệp (605-616) của Tùy Dạng Đế, ông làm Thái y. Năm 610, ông phụng sắc chỉ của vua mà biên soạn bộ Chư bệnh nguyên hậu luận.